# Nowe Kiejkuty
Nowe Kiejkuty (niem. Neu Keykuth)– wieś w Polsce położona w województwie warmińsko-mazurskim, w powiecie szczycieńskim, w gminie Dźwierzuty, znajdująca się około 15 km na północ od Szczytna.
W latach 1954–1959 wieś należała i była siedzibą władz gromady Nowe Kiejkuty, po jej zniesieniu w gromadzie Orzyny. W latach 1975–1998 miejscowość administracyjnie należała do województwa olsztyńskiego.
We wsi był przystanek kolejowy Nowe Kiejkuty.
Wieś założona pod koniec XIV w. na miejscu dawnej osady Prusów. Określana była jako wieś królewska. W centrum wsi znajdują się pozostałości po pomniku (schody z granitowej kostki), poświęconemu mieszkańcom wsi, którzy polegli w czasie I wojny światowej. 

## Literatura
- Iwona Liżewska, Wiktor Knercer: Przewodnik po historii i zabytkach Ziemi Szczycieńskiej. Olsztyn: Agencja Wydawnicza "Remix" s.c., 1998, s. 171. ISBN 83-87031-13-5.